# Sako M95
Das Sako M95 ist ein finnisches Sturmgewehr.

## Technik

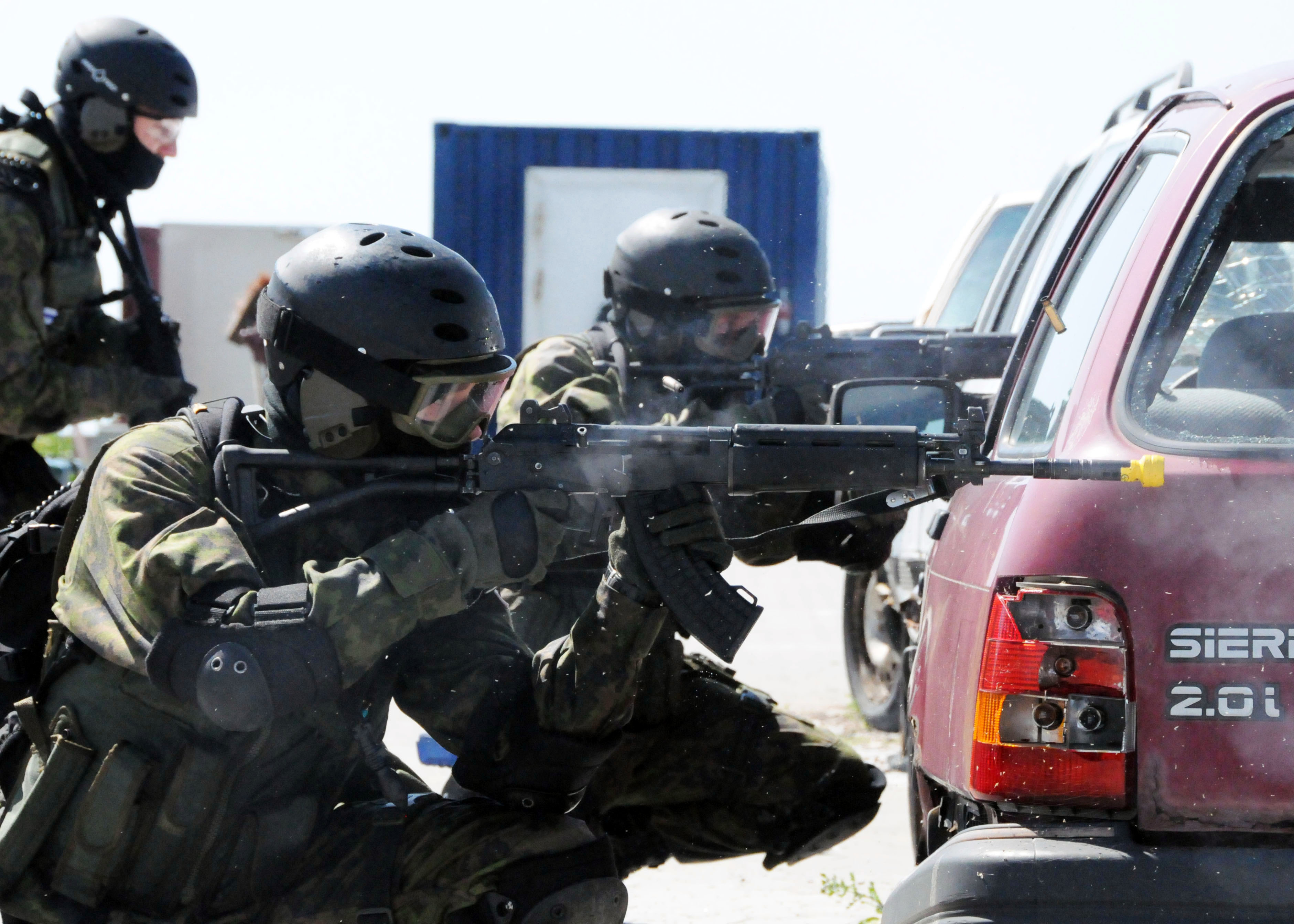
Mitglieder eines Enterkommandos der finnischen Seestreitkräfte schießen mit dem M95, BALTOPS 2009

Traditionell verwendet das finnische Militär vielerlei russische Wehrtechnik. Bei der Entwicklung von Sturmgewehren orientierten sich finnische Rüstungsunternehmen wie Valmet und SAKO an Schnellfeuergewehren des Typs AK-47, von dem die Lizenz zum Nachbau vorlag. Auch auf die russische Kurzpatrone M43 wurde zurückgegriffen. Das Sako M95 ist eine Weiterentwicklung des Valmet RK 62 /Rk 62, des Standardgewehres der finnischen Armee. 1987 fusionierten Valmet und SAKO, wobei die Waffensparte unter der Marke SAKO weitergeführt wurde. Das M95 ist vor allem für den Export gedacht, deshalb ist es auch mit NATO-Kaliber lieferbar. Im Arsenal der finnischen Armee befinden sich nur wenige Exemplare, sie werden dort als Rk 95 geführt.

## Modernisierungen
- verbesserter Klappschaft
- Mündungsfeuerdämpfer zum Verschießen von Gewehrgranaten und verbesserte Balance
- vergrößerter Abzugsbügel für das Schießen mit Polarhandschuhen
- Montageschiene für Teleskope, Nachtsichtgeräte sowie Reflexvisiere